# TB Ruit
Der Turnerbund Ruit 1892 e.V. ist ein deutscher Sportverein aus dem Ostfilderner Stadtteil Ruit. Das Vereinsheim „Talwiesenstuben“ befindet sich auf der Sportanlage auf den Talwiesen.
Gegründet wurde der Verein im Jahr 1892 und hat heute 1400 Mitglieder in mehreren Abteilungen. Der Verein ist neben dem TV Nellingen einer der größten Vereine der Stadt.

## Trampolin
Überregional bekannt ist der Verein durch seine Trampolinturnmannschaft. Diese wurde 1984 gegründet und turnte mehrere Jahre in der ersten (1995 bis 2001) und zweiten (1993 bis 1994) Trampolin-Bundesliga. 1997 wurde der 3. Platz im Finale erreicht. Er veranstaltet den Internationalen Filder-Pokal.

## Handball
Im Jahr 2018 gründete der TB Ruit gemeinsam mit den Vereinen TSV Neuhausen und TSV Scharnhausen eine Jugend-Spielgemeinschaft unter dem Namen Jugendhandball-Akademie Neuhausen/Ostfildern (JANO Filder). Die U19 der JANO Filder qualifizierte sich in den Saisons 2018/2019 und 2023/24 für die A-Jugendbundesliga (JBLH) und auf Landesebene gewannen Mannschaften verschiedener Altersklassen diverse württembergische Titel.

## Ehemalige bekannte Sportler

### Fußball
- Tayfun Korkut, Cheftrainer des Bundesligisten Hannover 96 ab 2014 und ehemaliger Fußballprofi u. a. bei Beşiktaş Istanbul, Espanyol Barcelona und Fenerbahçe Istanbul

- Andreas Müller,  Sportdirektor von SK Rapid Wien seit Januar 2014 und ehemaliger deutscher Fußballprofi beim VfB Stuttgart, Hannover 96 und Schalke 04. Nach seiner Karriere als Spieler wechselte er bei den Königsblauen ins Management, um dort später als Manager tätig zu sein.

- Moritz Kuhn, Zweitligaspieler

Die Heimspiele werden auf der Sportanlage Talwiesen ausgetragen, .

### Handball
- Manuel Späth, Spieler beim Handball-Bundesligisten TVB 1898 Stuttgart